# Schieland Ziekenhuis
Het Schieland Ziekenhuis is een voormalig ziekenhuis in Schiedam.
Het is in 1981 voortgekomen uit een fusie tussen het Gemeenteziekenhuis en het katholieke Nolet Ziekenhuis. Het ziekenhuis had lange tijd twee vestigingen. Na uitbreiding van het pand aan de Burgemeester Knappertlaan met een extra vleugel, in 1994, is het voormalige Noletgebouw aan de Stadhouderslaan gesloten en enkele jaren later gesloopt.
In 1999 ging het Schieland Ziekenhuis met het Vlaardingse Holy Ziekenhuis op in de al langer bestaande stichting Samenwerkende Schiedamse en Vlaardingse Ziekenhuizen (SSVZ). Het fusieziekenhuis kreeg begin 2000 de naam Vlietland Ziekenhuis. Na het gereedkomen van de nieuwbouw elders in Schiedam werd het gebouw in 2008 ontruimd en werden de patiënten overgebracht naar het Vlietland Ziekenhuis in het wijkdeel Bijdorp van de wijk Kethel. In 2009 begon de sloop en in 2011 was deze voltooid. Op het terrein werd vervolgens woningbouw gerealiseerd.